# دوشدور (ورغاهان)
دوشدور (بالفارسية: دوشدور) هي منطقة سكنية تقع في إيران في قسم ورغاهان الریفي. يقدر عدد سكانها بـ 965 نسمة .